# Teresa Runggaldier
Teresa Runggaldier (12 aprile 1999) è una sciatrice alpina italiana.

## Biografia
Specialista delle prove veloci originaria di Selva di Val Gardena e figlia di Peter, a sua volta sciatore alpino, Teresa Runggaldier, attiva dal novembre del 2015, ha esordito in Coppa Europa il 10 gennaio 2017 a Saalbach-Hinterglemm in discesa libera (27ª) e in Coppa del Mondo il 26 gennaio 2021 in Val di Fassa nella medesima specialità (39ª); il 5 febbraio 2024 ha conquistato a La Thuile in supergigante la prima vittoria, nonché primo podio, in Coppa Europa. Non ha preso parte a rassegne olimpiche o iridate.

## Palmarès

### Coppa del Mondo
- Miglior piazzamento in classifica generale: 69ª nel 2024

### Coppa Europa
- Miglior piazzamento in classifica generale: 30ª nel 2023
- 1 podio:
  - 1 vittoria

#### Coppa Europa - vittorie
| Data            | Località  | Paese  | Specialità |
| --------------- | --------- | ------ | ---------- |
| 5 febbraio 2024 | La Thuile | Italia | SG         |

Legenda:

SG = supergigante

### Campionati italiani
- 1 medaglia:
  - 1 bronzo (supergigante nel 2023)